# Instituto de Profesores Artigas

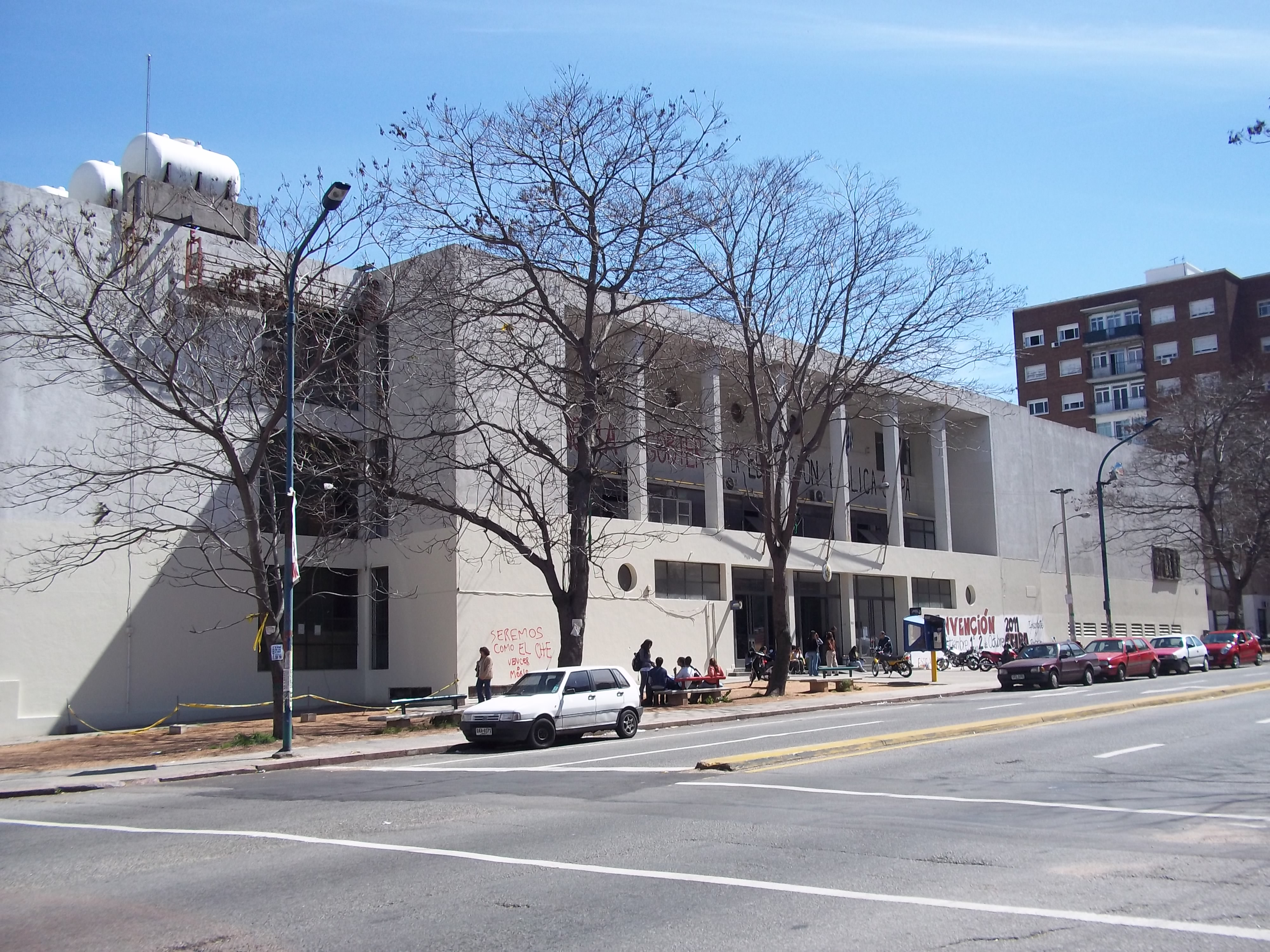
Instituto de Profesores Artigas

Das Instituto de Profesores Artigas (IPA) ist ein Institut des tertiären Bildungsbereichs für Lehrerbildung in der uruguayischen Hauptstadt Montevideo.
Am Institut findet die Lehrerausbildung Uruguays für die Sekundarstufe statt. Diese Pädagogische Hochschule wurde Ende der 1940er, Anfang der 1950er Jahre auf Grundlage zweier auf den 2. Juli 1949 und den 10. August 1950 datierender gesetzlicher Regelungen gegründet. Der Sitz des Instituts befindet sich im montevideoanischen Barrio La Aguada in der Avenida del Libertador 2025. Erster Direktor des Instituts war Antonio M. Grompone. Im Jahr 2012 hat diese Funktion Bettina Corti inne.

## Bekannte Alumni (Auswahl)
- Roberto Appratto
- José Pedro Barrán
- Sylvia Lago
- Ana Inés Larre Borges